# Symplocos congesta
Symplocos congesta är en tvåhjärtbladig växtart som beskrevs av George Bentham. Symplocos congesta ingår i släktet Symplocos och familjen Symplocaceae. Inga underarter finns listade i Catalogue of Life.